# توماس غاردنر
توماس غاردنر هو لاعب كرة قدم كندي، ولد في 17 مارس 1998 في شمال فانكوفر ‏ في كندا. لعب مع Whitecaps FC 2 ‏.